# Glossosoma malayanum
Glossosoma malayanum är en nattsländeart som beskrevs av Banks 1934. Glossosoma malayanum ingår i släktet Glossosoma och familjen stenhusnattsländor. Inga underarter finns listade i Catalogue of Life.